# Sylvia subcoerulea
Sylvia subcoerulea е вид птица от семейство Коприварчеви (Sylviidae).

## Разпространение
Видът е разпространен в Ангола, Ботсвана, Зимбабве, Лесото, Намибия, Свазиленд и Южна Африка.